# Cork Mid (kiesdistrict in Ierland)
Cork Mid was een kiesdistrict in Ierland voor de verkiezingen van Dáil Éireann, het lagerhuis van het Ierse parlement. Het district omvatte delen van Cork die niet bij een district in de stad Cork waren ingedeeld. Het werd ingesteld voor de verkiezingen van 1961 en koos vier, in 1977 vijf leden voor de Dáil. Het werd opgeheven voor de verkiezingen van 1981.
De zetels werden vrijwel steeds op gelijke wijze verdeeld, 2 voor Fianna Fáil, 1 voor Fine Gael en 1 voor Labour. In 1969 werd dat eenmalig doorbroken toen Fine Gael de zetel van Labour veroverde. Bij de laatste verkiezingen in het district, in 1977 werd de toen ingestelde vijfde zetel gewonnen door Fianna Fáil, dat in dat jaar een absolute meerderheid haalde in de Dáil. De Labourzetel werd in 1961 ingenomen door Dan Desmond en na diens overlijden in 1964 door zijn echtgenote Eileen Desmond. Zij zou in 1981 als minister voor volksgezondheid de eerste vrouwelijke minister voor Labour worden.